# Palazzo Comunale (Borgo San Lorenzo)
Il Palazzo Comunale si trova in piazza Dante a Borgo San Lorenzo. È sede del comune. È un'opera artistica di Tito Chini e della Fornaci San Lorenzo. Il palazzo fa parte dell'Itinerario Liberty del Mugello.

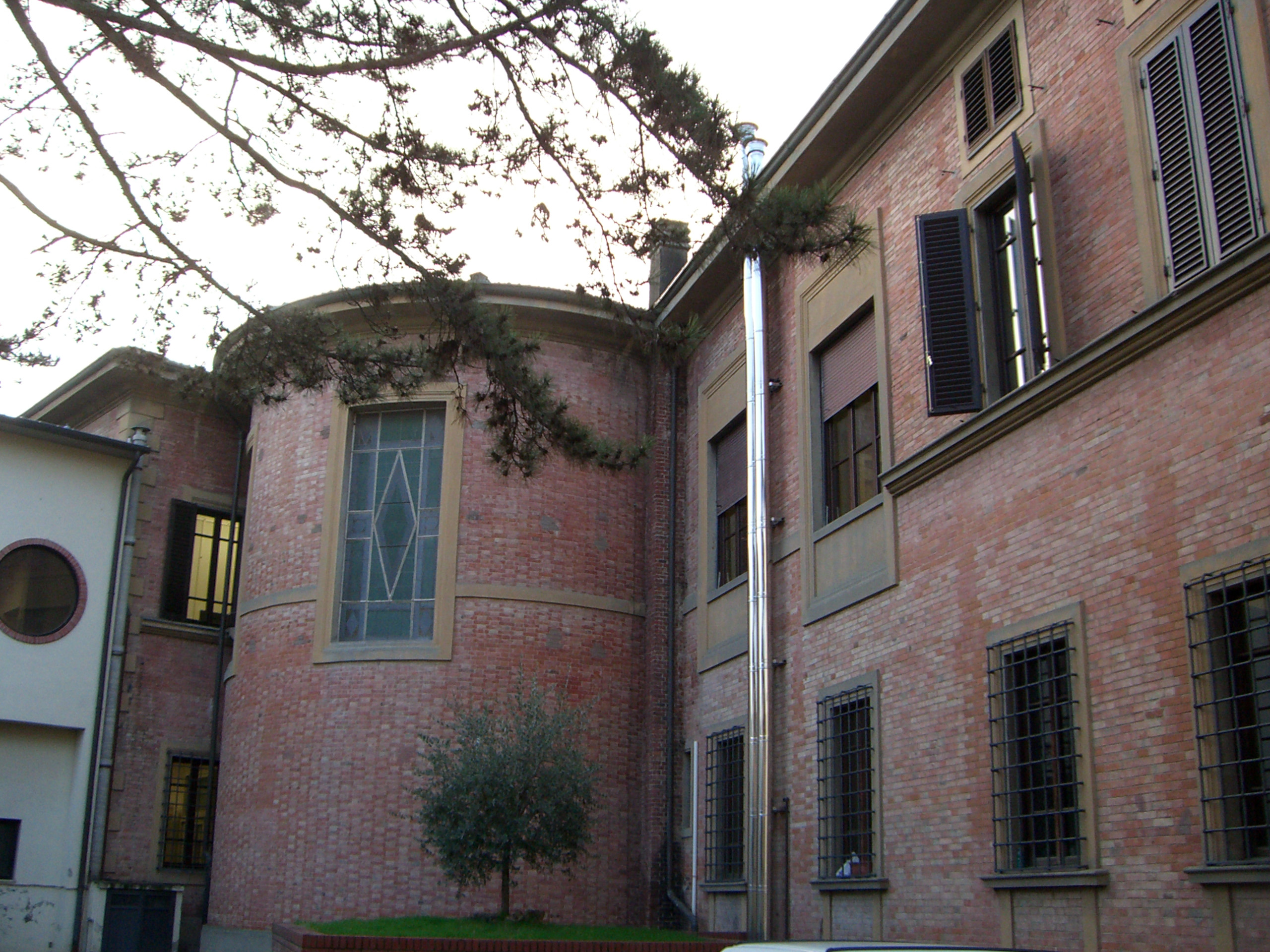
Paramento esterno del Palazzo Comunale di Borgo San Lorenzo

## Storia

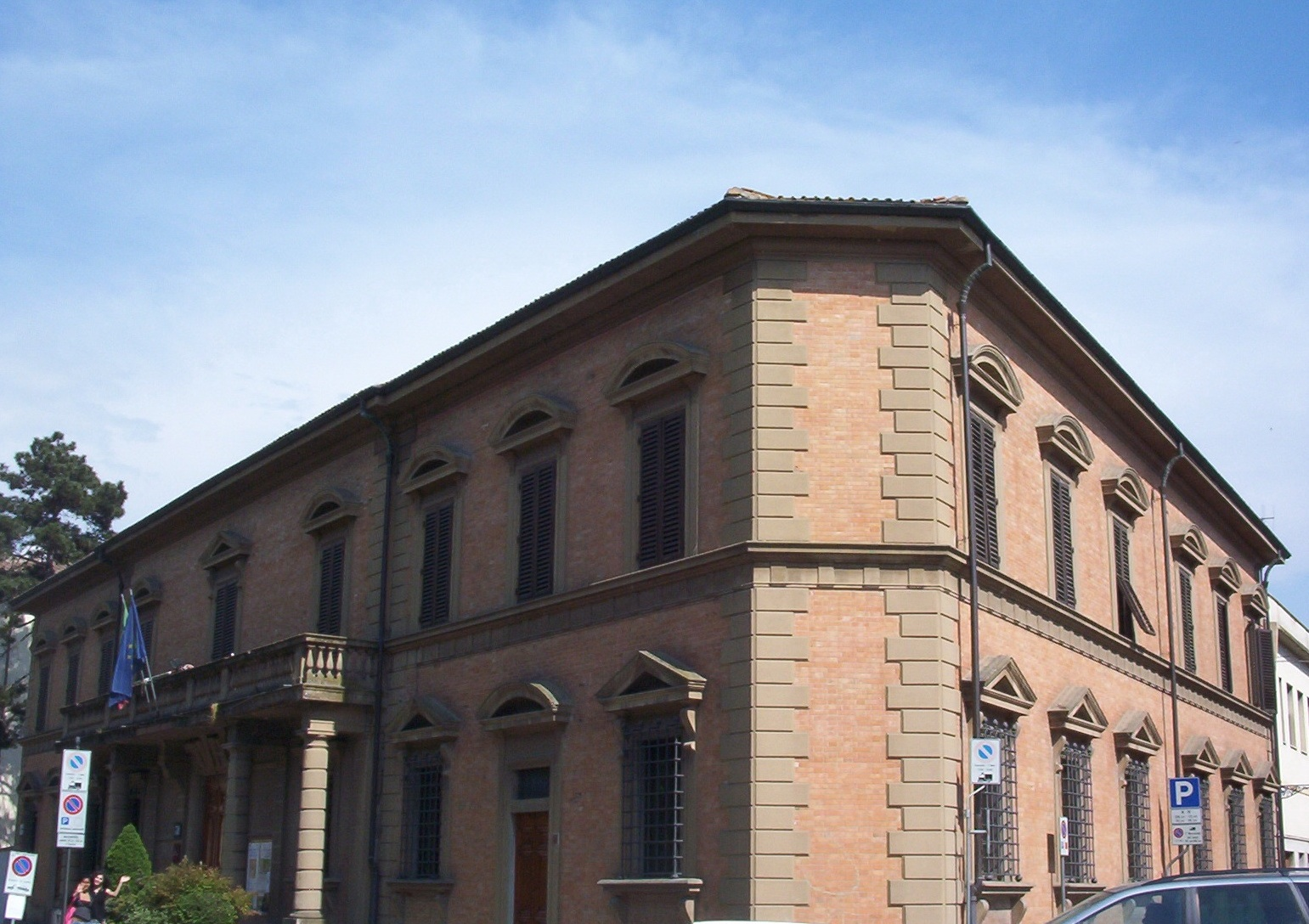
Esterno del Palazzo Comunale di Borgo San Lorenzo

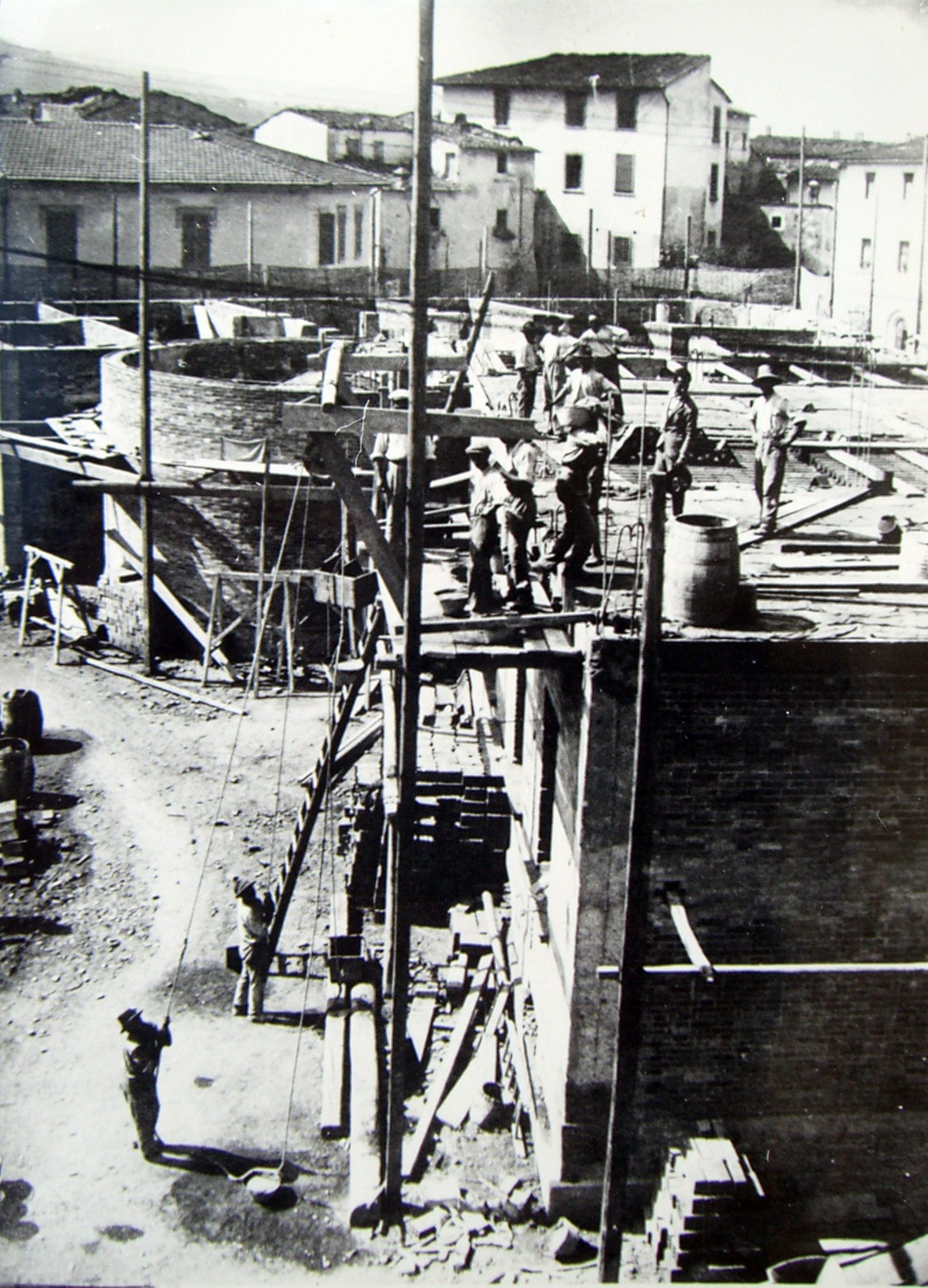
Fase di costruzione del palazzo comunale tratta dall'archivio dell'avvocato Ungania di proprietà di Aldo Giovannini

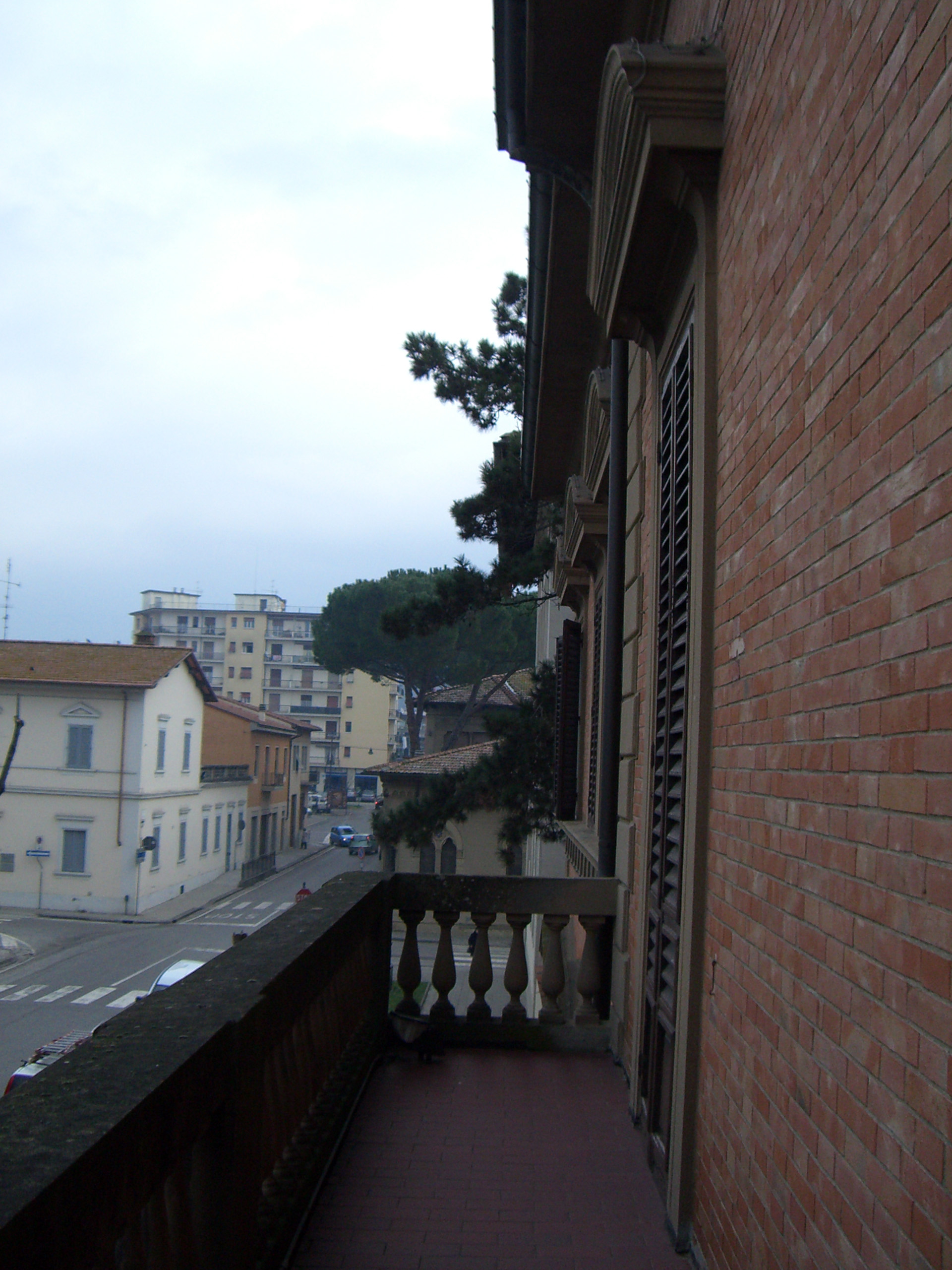
Terrazzo con balcone del palazzo comunale di Borgo San Lorenzo

Il palazzo comunale di Borgo San Lorenzo fu terminato nelle sue parti essenziali nel 1931, inaugurato il giorno 28 ottobre. 

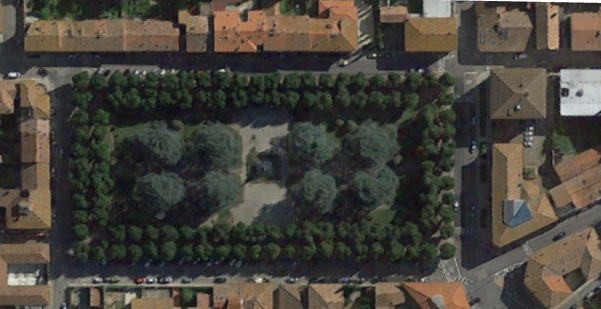
Pianta dei giardini di Piazza Dante a Borgo San Lorenzo

La zona di Borgo San Lorenzo prescelta per l'edificazione del palazzo comunale, in origine era adibita al mercato del bestiame, e ai primi del Novecento fu utilizzata come campo sportivo, mentre prese il nome di Piazza Dante solo dal 1926, quando si trasformò in giardino pubblico, che accolse l'anno successivo il monumento ai caduti della Grande Guerra, opera dello scultore locale Giorgio Rossi.

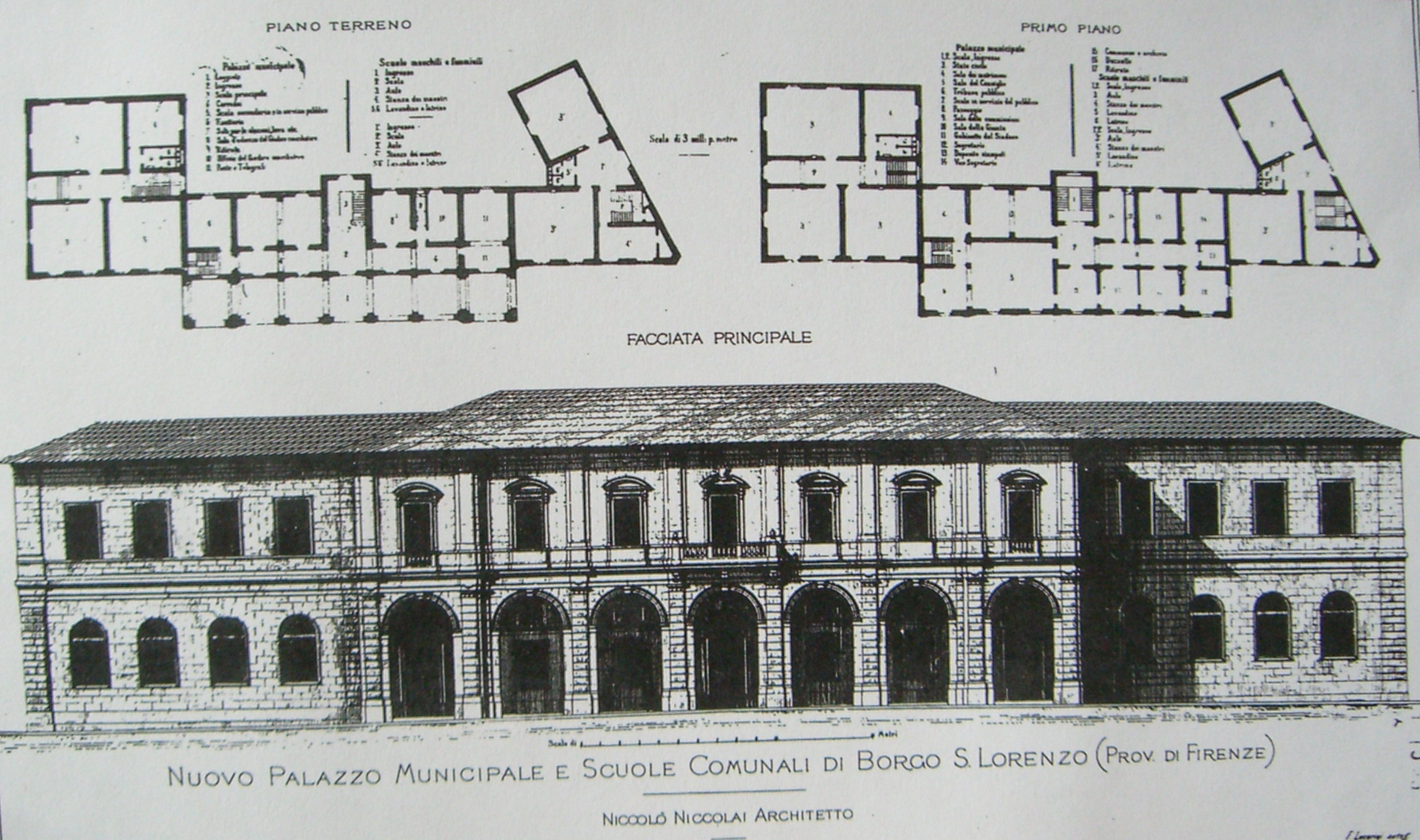
Progetto iniziale del 1898 di Niccolò Niccolai

L'amministrazione comunale aveva nel 1883 già incaricato l'ingegnere Niccolò Niccolai di redigere un Piano Regolatore per il comune di Borgo San Lorenzo che prevedesse anche la collocazione di due nuovi edifici, fondamentali per l'identità comunitaria del paese: municipio e scuole. 
Il Niccolai nel 1898 stilò un suo progetto, ma solo le scuole vennero edificate, perché, prima le difficoltà economiche, poi la prima guerra mondiale, infine il terremoto del 29 giugno 1919, impedirono l'adempimento dell'intero progetto. 
Solo nel luglio del 1925 il Consiglio deliberò la costruzione del “nuovo palazzo municipale” – resasi a questo punto veramente inderogabile, dal momento che alcuni edifici comunali, erano stati abbattuti in seguito alle distruzioni generate dal terremoto –, rispettando un nuovo progetto, questa volta stilato dall’ingegnere Augusto Lorini. 
Il nuovo palazzo comunale di Borgo San Lorenzo fu costruito e decorato secondo un progetto unitario dovuto all'ingegnere comunale Augusto Lorini (per l'idea progettuale iniziale) coadiuvato da Tito Chini, e ricalca solo in parte il progetto del 1898, poiché fu modificato nelle dimensioni, ridotte a causa delle norme antisismiche che imposero di lasciare una certa distanza tra il palazzo delle scuole e il municipio; inoltre lo scalone di accesso al primo piano, da rettilineo, divenne circolare.
I lavori necessari per realizzare la struttura del palazzo furono affidati alla Ditta Pietro Margheri, e fu stanziato un importo pari a 465.000 lire, tanto che, essi cominciarono nel marzo del 1926, e terminarono,  per le parti principali, solo nel 1931. Nel 1936 furono riavviati per ultimare il rivestimento delle facciate, le incorniciature delle finestre e dei portali, la balaustra del terrazzo superiore, nonché le colonne bugnate del portico. Il Palazzo rappresenta una delle opere più splendidamente conservate sotto tutti gli aspetti, frutto di un progetto unitario e coerente dovuto all'artista Tito Chini.
Un restauro fu condotto nel 1988 da Augusto Romagnoli, che fu apprendista presso le Fornaci San Lorenzo dal 1928 fino al 1931.

## Descrizione e lettura simbolica

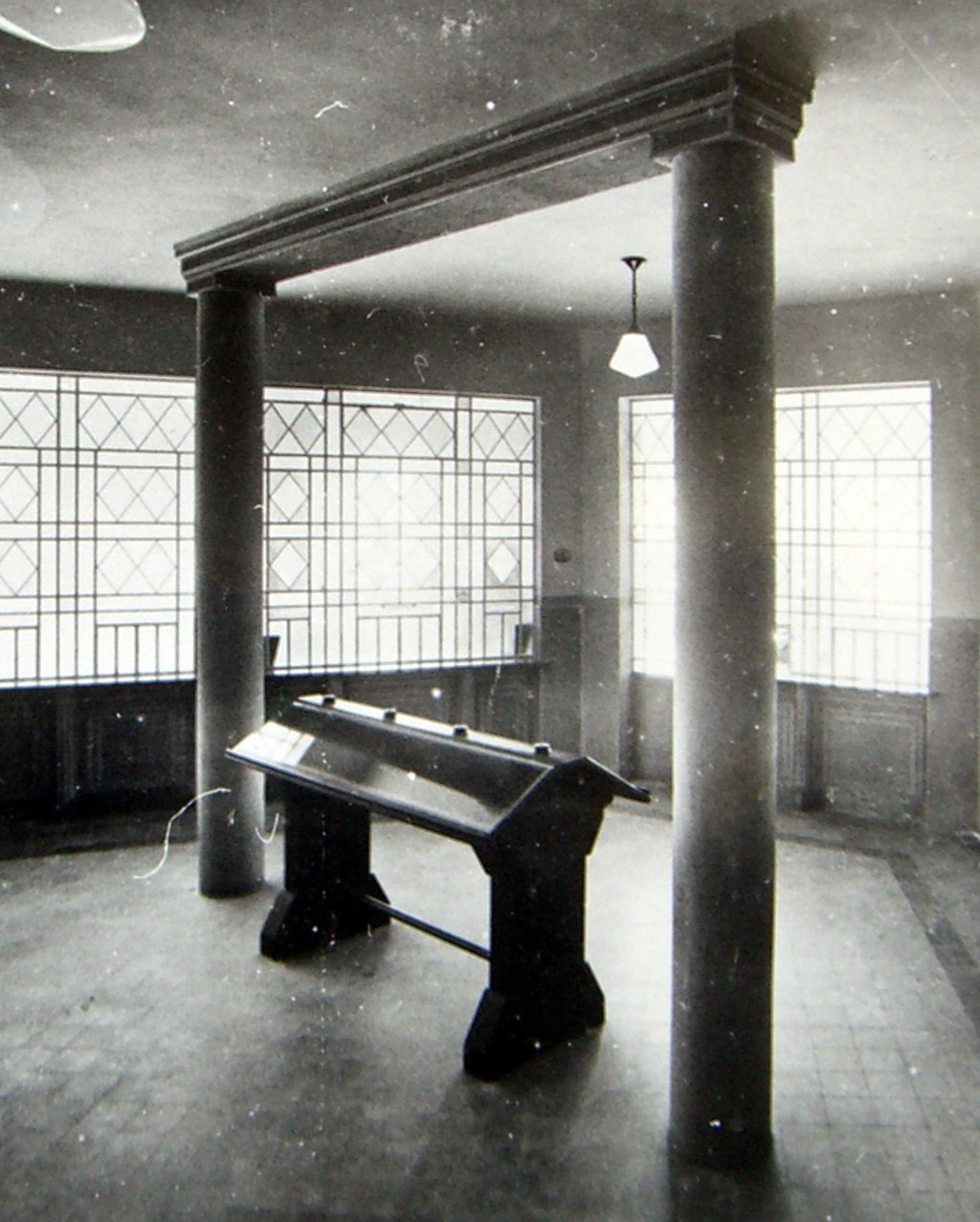
Colonne atrio al piano terreno, particolare della foto storica dell'archivio dell Avvocato Ungania di proprietà di Aldo Giovannini, dove sono visibili le due colonne perfettamente orientate secondo l'asse nord- sud

Il palazzo comunale può considerarsi uno dei massimi e complessi capolavori dell’artista Tito Chini. Infatti, attorno a questo palazzo ruota un pensiero legato alla filosofia e alla tradizione esoterica-massonica , all’epoca molto diffusa in Mugello. Tutto l’insieme risponde, sia ad una visione fascista, sia agli ideali della cultura massonica, ambedue convergenti nella figura del Podestà. 
Proprio perché la Massoneria in quegli anni fu comunque messa al bando, precisamente nel 1925, appare ancora più significativo e coraggioso l'intero progetto portato avanti da Tito Chini.
Il messaggio più profondo, non riservato ai profani e per questo non compreso da tutti, cela dietro alle decorazioni simboliche, alle vetrate, e a tutti gli arredi, nonché alla pianta stessa dell’edificio e all'orientamento delle colonne al suo interno, un preciso significato esoterico. 
La decorazione interna è pertanto tutta simbolica e si presta a soddisfare le richieste, sia fasciste, sia massoniche, attraverso questi due livelli, uno ufficiale e palese, e uno privato ed interiore e quindi occulto; due livelli che però testimoniano l’intrinsecità fra Massoneria e certi ideali fascisti. 
Sicuramente a rendere singolare il palazzo comunale di Borgo San Lorenzo è stata la comunanza di idee, di vedute e lo stretto rapporto che si instaurò tra il generale Guglielmo Pecori Giraldi e Tito Chini, suo attendente. 
Tito Chini per rendere pubblico l’affetto e la stima che egli nutriva nei confronti del Generale, non mancò di rendergli omaggio ponendolo come unico vivente al centro della decorazione degli “uomini illustri” del Mugello eseguita proprio nella sala del podestà di questo palazzo comunale, avendo a cuore che fosse da tutti preso ad esempio e modello di virtù.

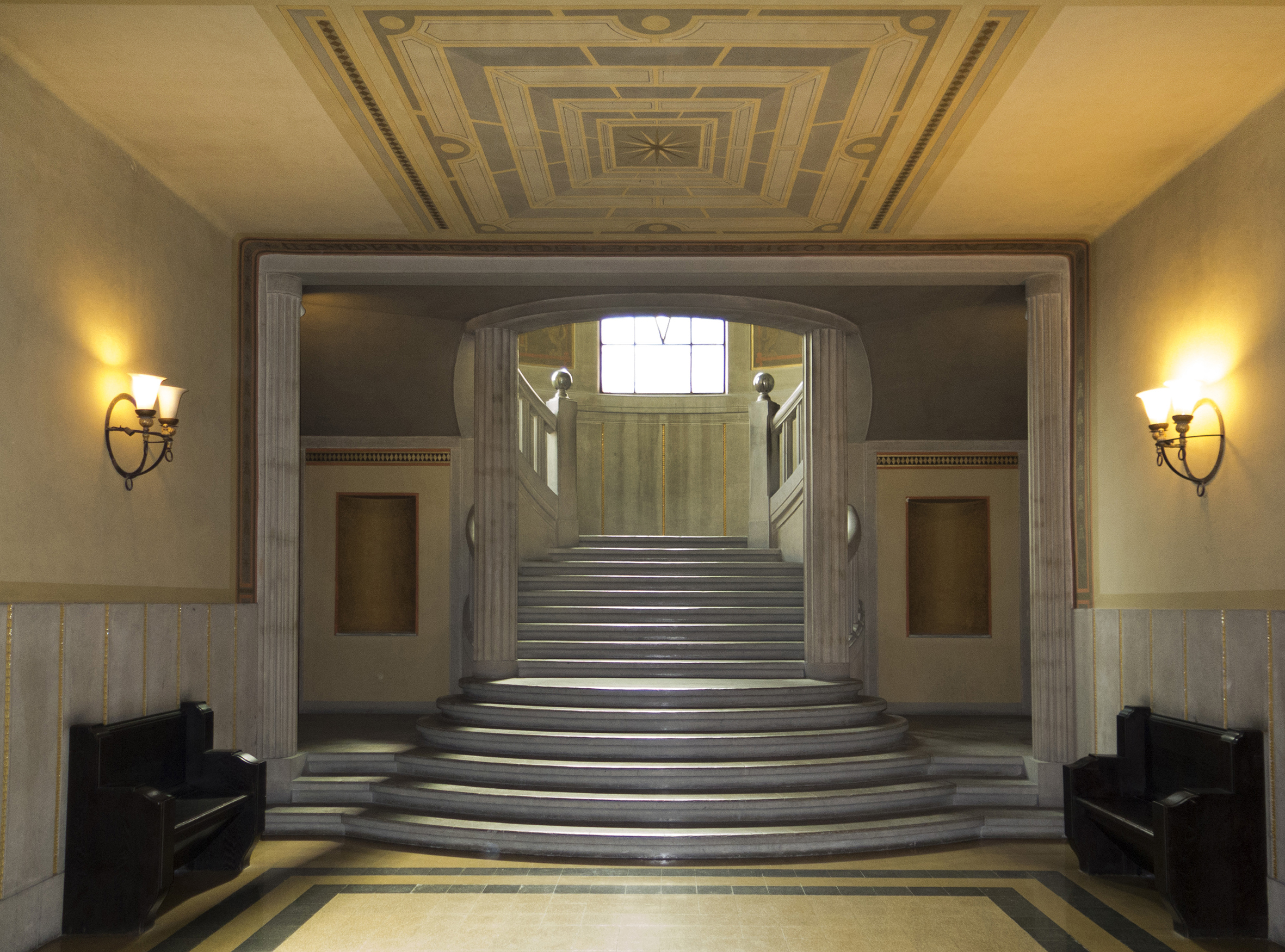
Atrio al piano terreno del palazzo comunale di Borgo San Lorenzo

Tito Chini, pur costretto ad utilizzare la dislocazione esistente degli ambienti come previsti dal progetto rielaborato nel 1925 dell’ingegnere Augusto Lorini si prende la libertà di decorare questi locali secondo un suo preciso pensiero che doveva avere il punto d’arrivo proprio nella stanza degli “uomini illustri”. 
Ma è soprattutto nelle soluzioni decorative interne, che l’antico progetto del 1898 viene radicalmente mutato, poiché da una sobria semplicità, si passa ad una grande ricchezza di forme e di colori. 
Tito Chini dimostra di concepire l'intero progetto come un tutto unitario, legando coerentemente all'architettura tutto l'apparato ornamentale interno, curando nei minimi dettagli anche l'arredo del mobilio, delle vetrate e di tutti gli elementi ornamentali in materiale ceramico, trovando le ragioni simboliche nel senso di elevazione e di ricerca di luce, che si impongono entrambi al visitatore sia come presenza fisica che iconica. 
Infatti il percorso fisico è qualificato in senso ascensionale, sia dai vari simboli che Tito dispiega sulle pareti e sui soffitti, sia dalla presenza della luce, che guida, o come stella, o come chiarore da finestre e lucernari. 
La decorazione esterna dell'edificio è molto sobria e lineare e non fa minimamente pensare alla ricchezza e all'originalità di tutto l'apparato interno. 
Tutti gli arredi in vetro e ceramica si devono all'operosità delle Fornaci San Lorenzo delle quali era direttore artistico a quella data Tito Chini, il quale disegna anche tutti gli arredi lignei come le porte e le panche poi eseguite dalla falegnameria Bini.

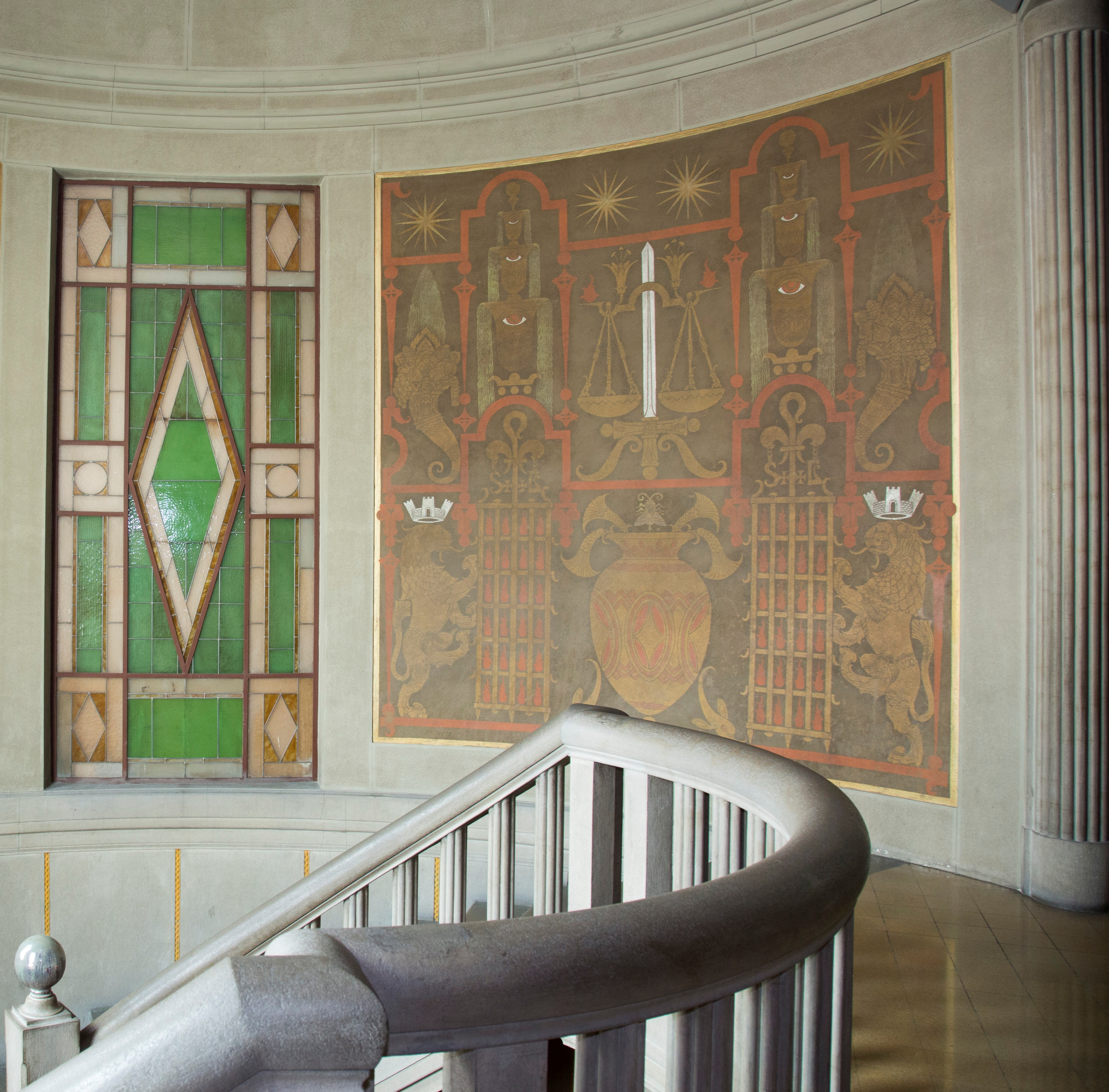
Affreschi vano scale del palazzo comunale

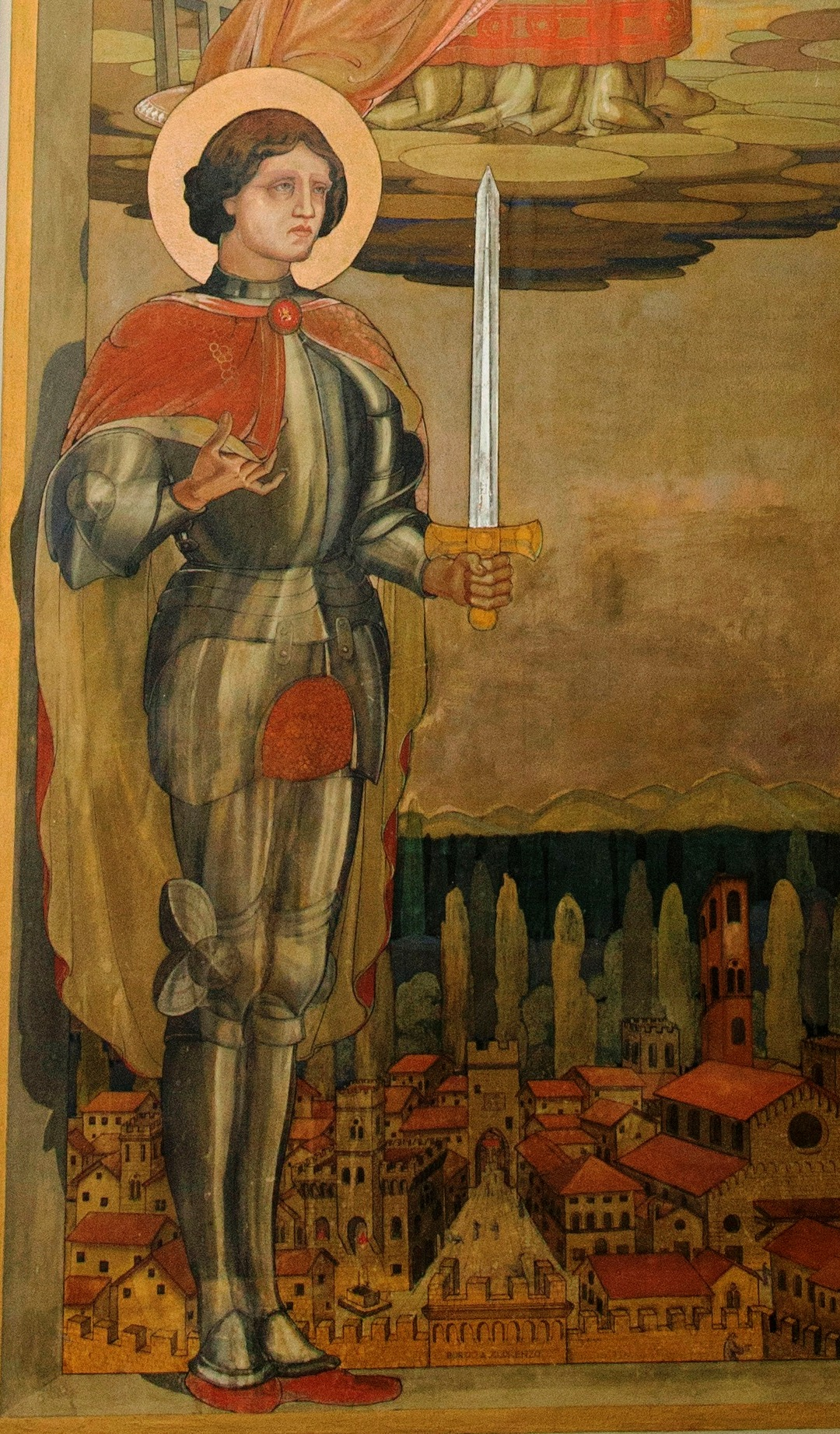
Affresco di Tito Chini con san Martino nell'atrio al primo piano del palazzo comunale, con spada in asse ad indicare la stella e posizione della gambe a squadra, come la posa all'ordine del Copritore interno del tempio

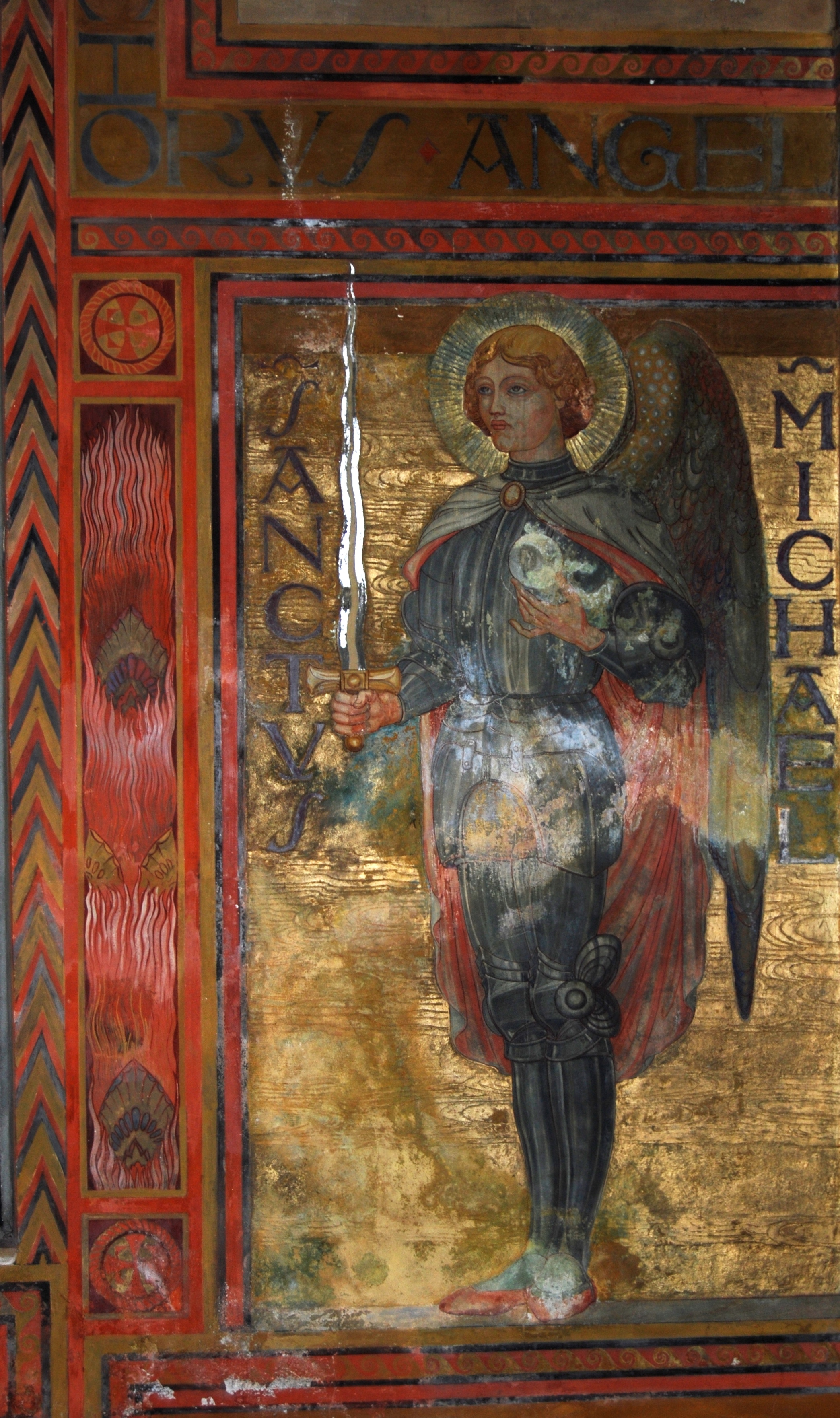
Santo Arcangelo-Michele opera di Tito Chini - Ossario del Pasubio

Lo stile che si respira internamente è decisamente Decò con decorazioni improntate a moduli geometrici che ritroviamo sia nei listelli in ceramica color ocra che intervallano lo zoccolo di cemento, sia in altri ambienti come ad esempio la stanza sulla destra che si apre nell'atrio d'ingresso al piano terreno dove trovano collocazione anche due imponenti colonne le quali hanno una struttura portante ma riserbano anche un ricco significato simbolico, poiché sono perfettamente orientate secondo l'asse nord-sud, come le colonne del Tempio di Salomone rappresentando la nostra prima tappa del percorso. 
Le colonne sono espressione della dualità che esiste nell'universo, ma ogni forma iniziatica tende all'Uno, e “il fine dell'iniziazione è l'integrazione di due apparentemente opposte nature che convivono nell'uomo: quella della sua razionalità e quella della sua spiritualità”. 

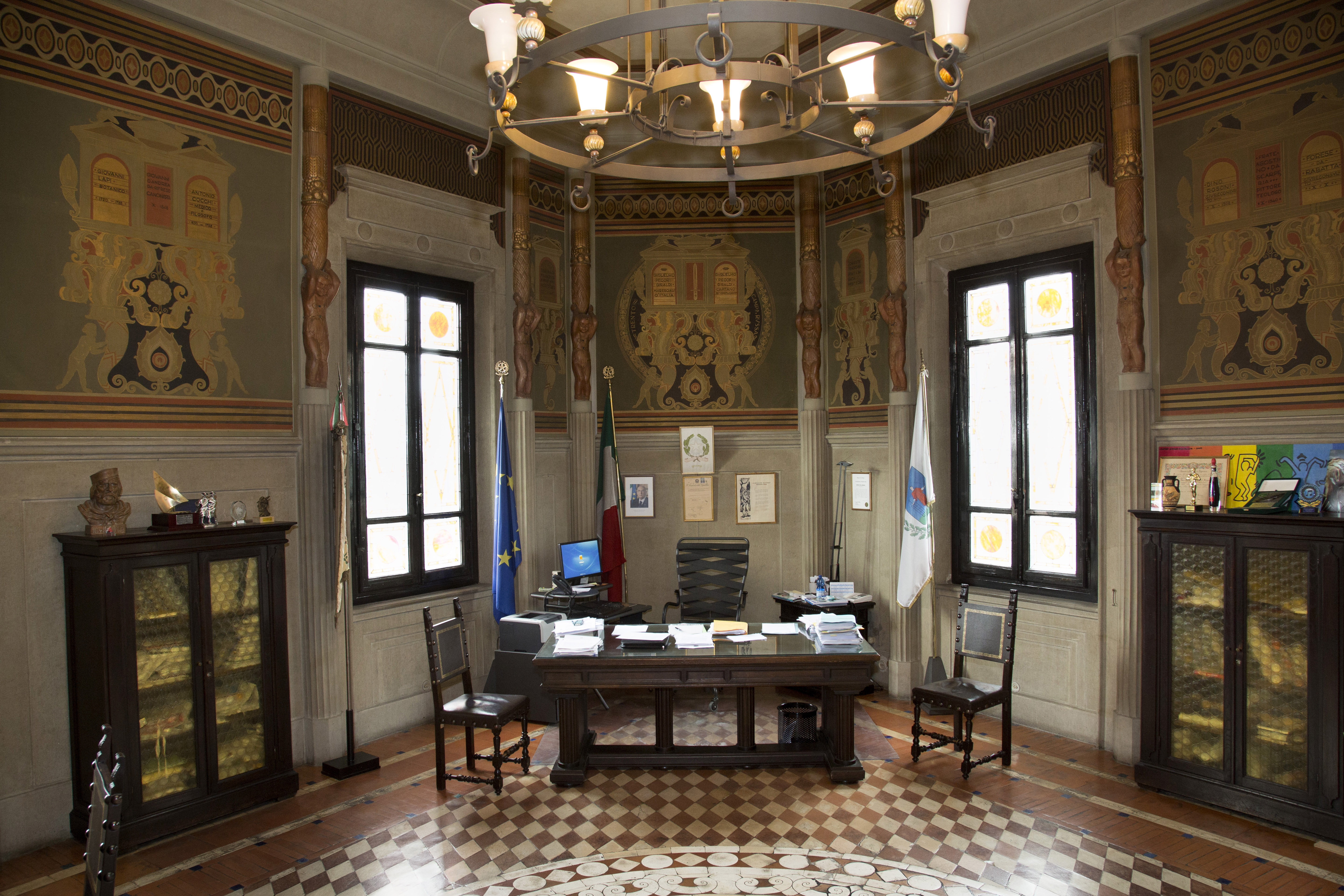
Stanza del Podestà con gli "uomini illustri" del Mugello, dove è ricordato come unico vivente il Generale Guglielmo Pecori Giraldi

Infatti questa dualità della quale il massone ha preso coscienza verrà superata solo se si attuerà la trasformazione sottolineata dagli affreschi del vano scale anche se la vera sintesi ed unità sarà pienamente realizzata e raggiunta solo nella stanza del podestà che prefigura quell’idea di armonia e ritorno al centro. 
Con gli affreschi del vano scale si allude alla trasformazione alchemica e alla ricerca della pietra filosofale come troviamo descritta in molti testi di alchimia.
I concetti di elevazione e di illuminazione sono fondamentali nel percorso massonico, e così dal culmine delle scale siamo invitati ad inoltrarci nel primo piano, richiamati verso l’atrio esagonale dalla grande luce che proviene dal velario di quell’ambiente dove nella parete di fronte alla stanza del podestà Tito ha affrescato San Lorenzo, patrono del Comune accompagnato da San Martino, emblema della carità, entrambi guide spirituali ed umane. 
Il San Martino è del tutto simile nelle forme alla figura dell'Arcangelo Michele che Tito aveva decorato nell'Ossario del Pasubio. In basso, sotto ai due santi si trova una veduta ideale di Borgo San Lorenzo. 
Tutt’intorno corre una decorazione graffita con rosette, graticole ed anfore.
Le porte di questo atrio che immettono nei vari uffici, hanno il frontone timpanato e sembrano rievocare l'ingresso di antichi templi. 
La stanza del podestà è un “Tempio Ideale” e si presta ad essere il fine del nostro percorso. 
Per il Fascismo la stanza degli uomini illustri rappresenterà un “tempio esteriore”, e gli affreschi del vano scale ci rivelano che la forza simbolizzata dalle spade, la potenza e la virilità simboleggiate dai leoni, applicate con giustizia ed equità espressa dalle bilance, formeranno “l’uomo nuovo”, mentre per la Massoneria la stanza degli uomini illustri rappresenterà un “tempio interiore”. 
In questa stanza Tito Chini ricorda le glorie locali, da Giotto a Monsignor della Casa, dall'Angelico a Forese da Rabatta e inserisce anche il filosofo Antonio Cocchi come uno degli uomini illustri della zona, giacché, benché nato a Benevento, era di famiglia mugellana. Infatti, come medico della colonia inglese è stato il primo fiorentino iscritto alla Massoneria ad una Loggia inglese. Egli amava firmarsi “Antonio Cocchi mugellano”, e già dal 1732 richiamò su di sé l'attenzione dell'Inquisizione. 

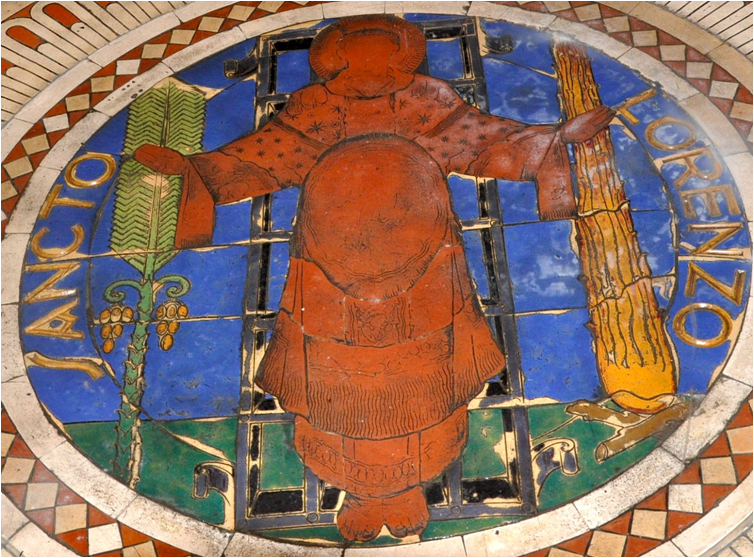
Pavimento stanza del podestà con San Lorenzo, patrono del comune con graticola, fuoco e palma da datteri

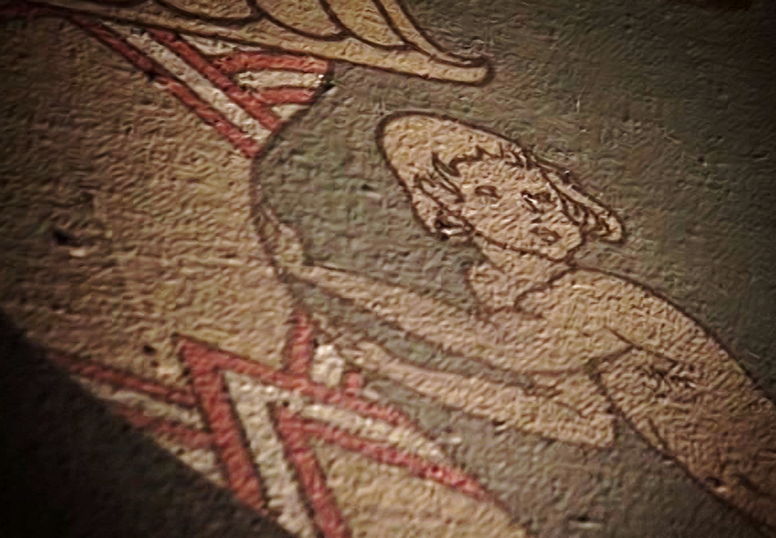
Tito Chini. particolare della decorazione su pannelli di tela nella stanza del Sindaco Palazzo comunale di Borgo San Lorenzo

La decorazione murale è stata eseguita da Tito su pannelli di tela alternati a putti in ceramica che sorreggono fasci di spighe, inoltre le porte e le finestre presentano uno stesso motivo decorativo con rombi e cerchi. 
Il pavimento di mattonelle rosse e bianche, anche se abbastanza consumato, presenta al centro la figura di San Lorenzo con la graticola.
Gli “uomini illustri” ricordati da Tito Chini attraverso la sua decorazione pittorica partendo dall’entrata e procedendo da destra verso sinistra in senso antiorario sono i seguenti: Luca Pulci Letterato 1451; Fra Giovanni Battista Stefaneschi Miniaturista; Domenico da Corella Letterato 1403-1486; Lorenzo Maria Lapi Storiografo 1706- 1754; De Gambrai Digni Politico; Angelo Gatti Medico; Luigi Fiacchi Clasio Poeta 1754-1825; Agnolo Giovannini da Firenzuola Letterato; Bartolomeo Corsini Letterato; Don Lino Chini Storico; Angiolino Romagnoli Pittore 1836- 1890; Filippo Pananti Letterato; Forese da Rabatta Giureconsulto; Frate Agostino da Scarperia Pittore Teologo; Dino Rosoni Giureconsulto; Oreste Bandini Generale di Brigata Medaglia d’oro; Guglielmo Pecori Giraldi Capitano Cacciatore a cavallo (Campagna di Russia); Guglielmo Pecori Giraldi Maresciallo d’Italia (Trento); Garibaldi Franceschi Aspirante Ufficiale Medaglia d’oro 1917; Antonio Cocchi Medico e Filosofo; Giovanni d’Andrea da Rifredo Canonista; Giovanni Lapi Botanico 1720 -1760; Andrea del Castagno Pittore; Francesco Ubertini detto Il Bachiacca Pittore x. – 1557; Beato Angelico Pittore; Pietro Nelli da Rabatta Pittore; Antonio da San Gallo il Giovane Architetto; Bernardo Daddi Pittore; Giotto di Bondone Pittore 1267 – 1337; Fra Jacopo da Nipozzano Architetto; Giovanni Parenti Francescano; Monsignor Giovanni della Casa Letterato 1503 –1556; Don Tommaso Poggini 1709 -1781; Marco da Galliano Musicista.

## Curiosità
Alla base della gradinata del palazzo comunale che porta al piano superiore, alzando gli occhi è presente una decorazione con una serie di api disposte paratatticamente ed adiacenti ad una scritta che, attraverso un gioco ottico, permette al visitatore di leggere a seconda dei momenti della giornata “COMVNE DI BORGO SAN LORENZO” e “IL DENARO DEL PVBBLICO E' SACRO” salendo e discendendo le scale. Quest’ultima frase è mutuata quasi letteralmente da una circolare inviata ai prefetti da Mussolini, nella quale egli definisce le funzioni nel nuovo ordinamento dello Stato Italiano, dicendo che ,  “un Regime autoritario come quello fascista deve porre la massima diligenza e scrupolo fino all'estremo per quanto concerne l'amministrazione del pubblico denaro” . 

Nel 1926 durante la costruzione del Palazzo comunale avvenne una disgrazia che causò la morte di un operaio a causa della caduta da un ponteggio appena cominciati i lavori.

## Filmografia
Documentari
- Percorsi di Luce, Massoneria e Fascismo nel Palazzo comunale di Borgo San Lorenzo, prodotto da Tele Iride Archiviato il 31 ottobre 2019 in Internet Archive., Regia di Alessio Poggioni basato su uno studio di Elisa Marianini, 2014. Vedi su you tube: documentario parte 1; documentario parte 2;documentario parte 3.